# إرنست لارسون
إرنست لارسون هو لاعب شطرنج سويدي، ولد في 1897، وتوفي في 1963.

## وصلات خارجية
- إرنست لارسون على موقع مباريات الشطرنج (الإنجليزية)
- إرنست لارسون على موقع 365Chess.com (الإنجليزية)
- إرنست لارسون سجل أولمبياد الشطرنج على موقع OlimpBase.org (الإنجليزية)